# Вересюк Мирослав Петрович
Миросла́в Петро́вич Вересю́к (нар. 15 червня 1955, с. Ратищі, Зборівський район, Тернопільська область, Україна) — сучасний український поет.

## Життєпис
Мирослав Петрович Вересюк народився 15 червня 1955 року в селі Ратищах (нині Тернопільського району) Тернопільської області, нині Україна.
У 1970 році закінчив восьмирічну школу, а в 1972 році — Залізцівську середню школу. Після закінчення середньої школи працював слюсарем-інструментальником на Тернопільському комбайновому заводі.
З 1974 по 1976 рік проходив службу в армії в місті Тапі (Естонія). Після закінчення служби розпочав навчання в Тернопільському фінансово-економічному інституті (нині національний університет), який закінчив у 1980 році з відзнакою за спеціальністю «Бухгалтерський облік у сільському господарстві».
Після закінчення інституту працював за фахом у сільському господарстві, а з 1983 року у фінансовій системі Вінницької області, де пройшов шлях від рядового спеціаліста до першого заступника начальника Головного управління Державного казначейства України у Вінницькій області. У грудні 2012 року звільнений у зв'язку з ліквідацією установи, на той час був головою ліквідаційної комісії. Неофіційною причиною звільнення було видання збірки «Любов у трьох вимірах», третій розділ якої містить вірші гострої громадянської тематики.
Учасник ліквідації аварії на ЧАЕС І категорії. 

## Доробок
- збірки
  - «Слова, народжені в душі»: лірика // Вінниця: ДП «Державна картографічна фабрика», 2008. — 132 с. — ISBN 978-966-2024-36-4.
  - «Любов у трьох вимірах»: лірика // Вінниця: ТВП «Книга-Вега» ВАТ «Вінницька обласна друкарня», 2011. — 84 с. — ISBN 978-966-621-497-6.
  - «Сполох»: громадянська поезія // Вінниця: ПрАТ «Вінницька обласна друкарня», 2013. — 104 с. — ISBN 978-966-621-536-2.
  - «Горнило»: громадянська поезія // Вінниця: ПрАТ «Вінницька обласна друкарня», 2015. — 88 с. — ISBN 978-966-621-536-2.
  - «Герць»: громадянська поезія // Вінниця: ПрАТ «Вінницька обласна друкарня», 2017. — 112 с. — ISBN 978-966-621-611-6.
  - «Вібрації душі»: лірика // Вінниця: ПрАТ «Вінницька обласна друкарня», 2018. — 144 с. — ISBN 978-966-621-625-3.
  - «Рейвах»: громадянська поезія // Вінниця: ПрАТ «Вінницька обласна друкарня», 2020. — 128 с. — IBSN 978-966-621-687-1.
  - "Армагеддон": громадянська поезія // Вінниця: ПрАТ «Вінницька обласна друкарня», 2024. — 128 с. — IBSN 978-966-621-736-6.
- дитячі книжки
  - «Вірші хвацькі, чудернацькі»: вірші для дітей // Вінниця: ТВП «Книга-Вега» ВАТ «Вінницька обласна друкарня», 2010. — 32 с. — іл. — ISBN 978-966-621-461-7.
  - «Хто? Коли? Чому? Навіщо?»: вірші для дітей // Вінниця: ТВП «Книга-Вега» ВАТ «Вінницька обласна друкарня», 2011. — 32 с. — іл. — ISBN 978-966-621-475-4.
  - «Незвичайна АБЕТКА»: вірші для дітей // Вінниця: ПрАТ «Вінницька обласна друкарня», 2014) — 36 с. — іл. — ISBN 978-966-621-578-4.

Численні публікації творів у періодичних виданнях України, україномовних виданнях за кордоном, на електронних сайтах, журналі «Дніпро», колективному збірнику революційної поезії «Говорить Майдан».